# Mekana voščika
Mekana voščika (lat. Ceratophyllum submersum), vodena podvodna slobodno plutajuća zeljasta trajnica iz roda voščika, kojoj ime submersum dolazi od lat. sub = ispod i mergere = uronjen, odnosi se na stanište vrste. Životni ciklus joj je nalik vrsti C. demersum. Korijena nema, a donji listovi mogu se donekle preobličit u rizoide kojima se pričvrsti privremeno za tvrdi predmet ili supstrat.
Mekana voščika raste u Europi (uključujući Hrvatsku, srednjoj Aziji i dijelovima Afrike. Postoje dvije podvrste.

## Podvrste
- Ceratophyllum submersum var. haynaldianum (Borbás) Wilmot-Dear
- Ceratophyllum submersum var. submersum

- C. submersum
- C. submersum
- C. submersum